# Eloria Erlebnisfabrik
Die Eloria Erlebnisfabrik (Eigenschreibweise: ELORIA Erlebnisfabrik) ist eine interaktive Erlebniswelt, in einem denkmalgeschützten Gebäude in Bottrop, das bis 1986 den Bergmännern der Zeche Prosper II als Waschkaue diente. Sie bietet verschiedene Attraktionen, darunter nach Eigenangaben Europas größten Escape Room. Die Gesamtfläche beträgt 6.000 Quadratmeter. Bis September 2021 befand sich hier das Grusellabyrinth NRW.

## Konzept
Die Eloria Erlebnisfabrik bietet Erlebnisse für kleine und große Gruppen an. Insgesamt gibt es acht Attraktionen, die in unterschiedlichen Epochen spielen, in einer großen Indoor-Erlebniswelt. Hauptattraktion ist der nach Eigenangaben mit einer Fläche von 1.600 m² größte Escape Room Europas „EXPLORIA“. Dieser bietet den Rahmen für verschiedene Einzelerlebnisse, die mit jeweils separaten Tickets gebucht werden können. Die Besonderheit hierbei ist, dass Escape-Room- und Rollenspiel-Elemente mit interaktivem Theater verknüpft werden.
Ein Teil des Konzeptes ist die Nutzung der Anlage als Veranstaltungsort. Dazu bietet die Eloria Erlebnisfabrik Veranstaltungsflächen an, die unabhängig von den übrigen Attraktionen gebucht werden können.

## Geschichte

### Vorgeschichte bis 2020
Die Vorgeschichte des Betriebes begann in der Villa Fernsicht, einem Ausflugslokal der Familie Schliemann in Schwentinental bei Kiel, das im Jahr 1900 gegründet wurde. Die Geschwister Ina Schliemann und Holger Schliemann traten im Jahr 2002 in den Familienbetrieb ein und änderten das Konzept von einem Ausflugslokal in ein Erlebnisrestaurant mit verschiedenen Veranstaltungen und Anziehungspunkten. Im Herbst 2002 wurde erstmals die Idee vom „Grusel-Labyrinth“ im Rahmen der Gruselwochen vorgestellt.
Der Erfolg der „Gruselwochen“ sorgte dafür, dass die Idee eines dunklen Labyrinthes in den folgenden Jahren zu einer sich jährlich wiederholenden Attraktion mit selbst erdachten Geschichten und Kulissen sowie interaktiven Aufgaben ausgebaut wurde.
2009 wurden Ausbaupläne verfolgt, die jedoch kurzfristig von der Verwaltung nicht mehr unterstützt wurden. In der Folge schloss die Villa Fernsicht ihren Betrieb und das Grusellabyrinth zog 2010 in neue Räumlichkeiten am alten Kieler Güterbahnhof.
Um langfristig wachsen zu können, wurde Ende 2013 von den Geschäftsführern der Grusellabyrinth GmbH, Ina Schliemann, Holger Schliemann und Carsten Föhrweißer, der Entschluss gefasst, den Standort in Kiel zu schließen.
Aufgrund ihres Charmes und Größe wurde die alte Kaue der Zeche Prosper Haniel II in Bottrop als neuer Standort ausgewählt und Februar 2015 als Grusellabyrinth eröffnet.

### Übernahme und Umwandlung zur Erlebniswelt Grusel
Im Frühjahr 2020 meldete die Grusellabyrinth GmbH Insolvenz an und mit Beschluss vom 1. April 2020 wurde beim zuständigen Amtsgericht Essen das Insolvenzverfahren über das Vermögen der Grusellabyrinth GmbH eröffnet. Dessen Ergebnis war die Übernahme des Geschäftsbetriebs des Grusellabyrinths NRW durch die Erlebniswelt Grusel GmbH im Rahmen einer übertragenden Sanierung mit Wirkung zum 1. April 2020. Die Erlebniswelt Grusel GmbH (heute umfirmiert zu Eloria GmbH) war eine eigens zur Übernahme des Grusellabyrinths gegründete, Tochtergesellschaft der Paperdice Group (Eigenschreibweise PAPERDICE Group) mit Sitz in Berlin. Geschäftsführer der Eloria GmbH ist Michael Bierhahn.
Durch die behördlichen Auflagen zum Covid-19-Virus musste das Grusellabyrinth Mitte März 2020 vorübergehend geschlossen werden. Vorbereitungen für eine Halloween-Saison wurden dennoch getroffen und zum Spätsommer erste Escape Rooms wieder geöffnet. Nachdem die pandemische Entwicklung Mitte Oktober erneut eine vorübergehende Schließung erforderte, beschloss Geschäftsführer Michael Bierhahn eine Neukonzeptionierung. Der Schwerpunkt lag zunächst auf Halloween mit Hauptsaisonbetrieb ab Oktober.

### Eröffnung der Eloria Erlebnisfabrik
Im Sommer 2021 entstand die Idee zu Eloria und einer Abenteuerwelt mit verschiedenen immersiven Spielerlebnissen in unterschiedlichen Epochen, die in einer Freizeitattraktion gebündelt werden. Im Mittelpunkt des neuen Konzeptes steht Europas größter Escape Room Exploria, der in den 1920er Jahren spielt und Platz für bis zu 300 Spieler und Schauspieler bietet. Dieser öffnete nach einer rund einjährigen Planungs- und Bauzeit im April 2022 und wird seitdem stetig erweitert und ausgebaut.
Seit der Eröffnung von Exploria fokussiert das Unternehmen zunehmend den Ausbau als Veranstaltungsort. Einzelne seit der Entwicklung der Eloria Erlebnisfabrik hinzugefügte Attraktionen wie das Erlebnis Metamorphosia wurden wieder zurückgebaut, um weiteren Platz für Veranstaltungen zu schaffen.

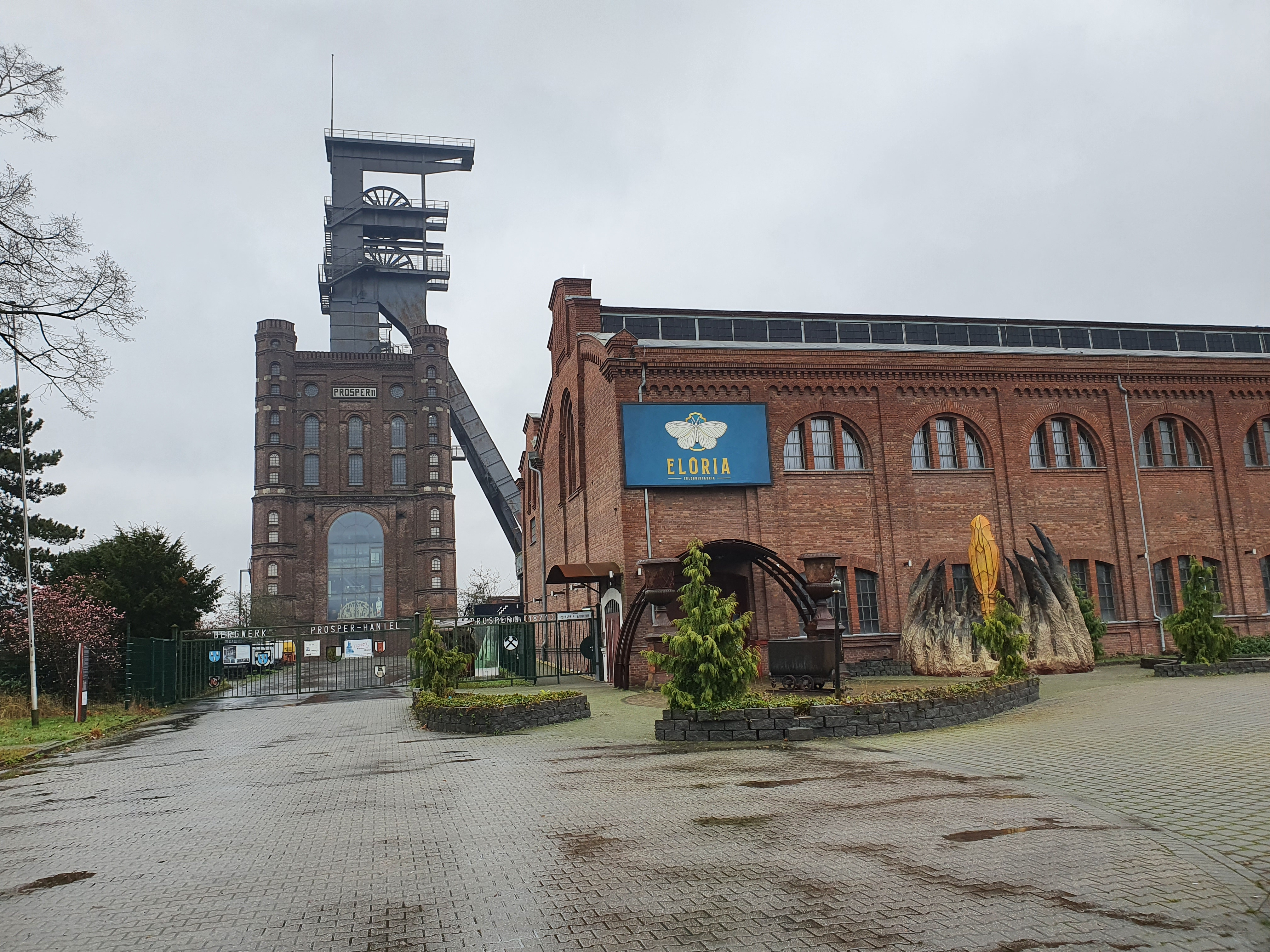
Außenansicht vom Gebäude der Eloria Erlebnisfabrik

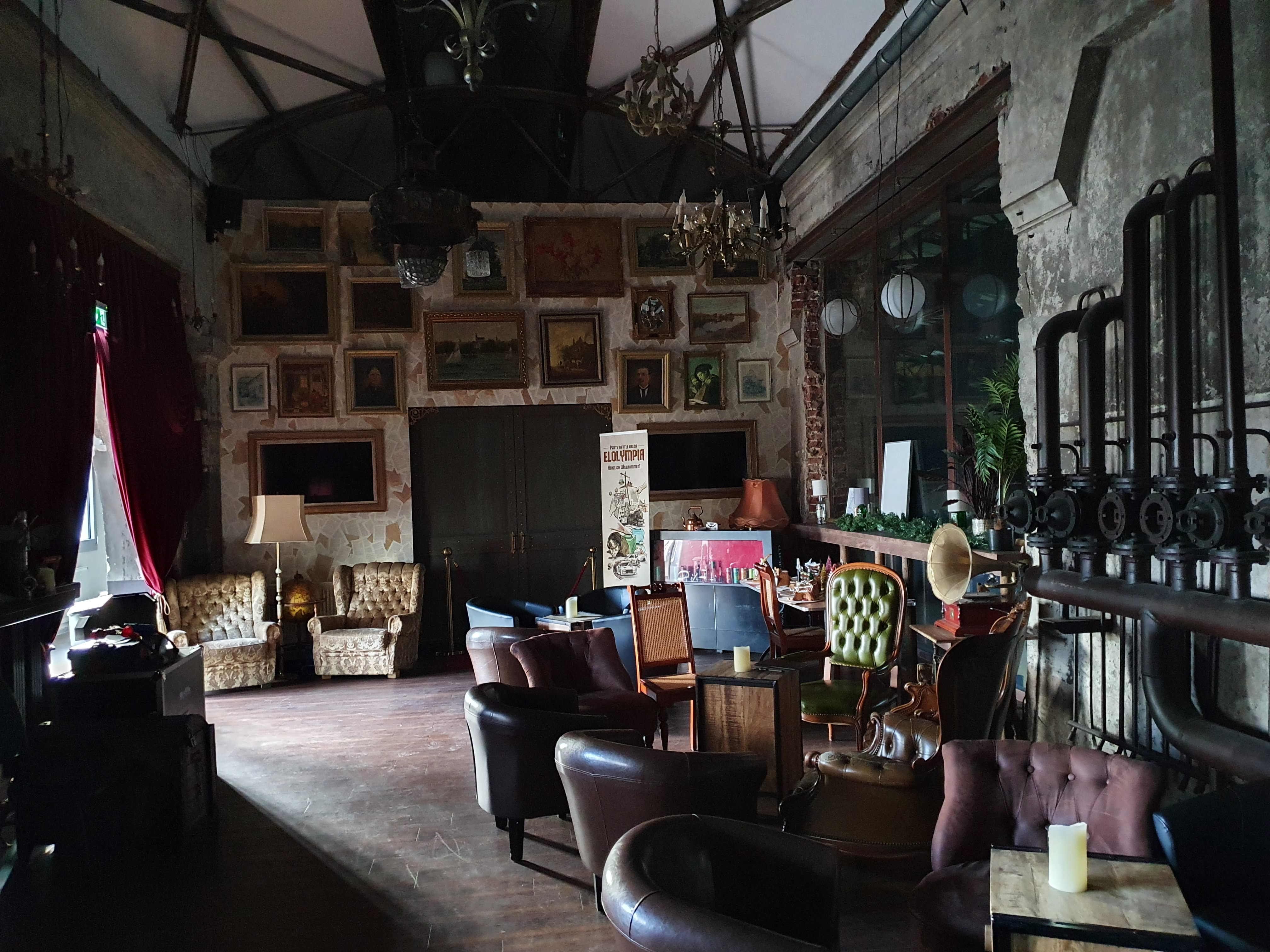
Gastronomiebereich der Attraktion

## Attraktionen
- Kinder Escape Game: ANNE BONNYS SCHATZ (Für 4 bis 8 Spieler ab 8 Jahre. Spieldauer: 45 bis 60 Minuten.)
- Party Battle Arena: ELOLYMPIA (Für 4 bis 10 Spieler ab 10 Jahre. Spieldauer: 120 bis 150 Minuten.)
- Escape Room/Abenteuersimulation: EXPLORIA (Für bis zu 300 Spieler ab 10 Jahre. Spieldauer: unbegrenzt. Frühjahr 2022)
- Loop Escape Room: INFINITUM – Entfaltung der Unendlichkeit (Für bis zu 6 Spieler. Spieldauer: 60 Minuten.)

## Gastronomie
- ELORIA Bar & Lounge – Gastronomie im historischen Industriegebäude
- Zechentreff – Biergarten am Malakoffturm